# Die Dorfschöne

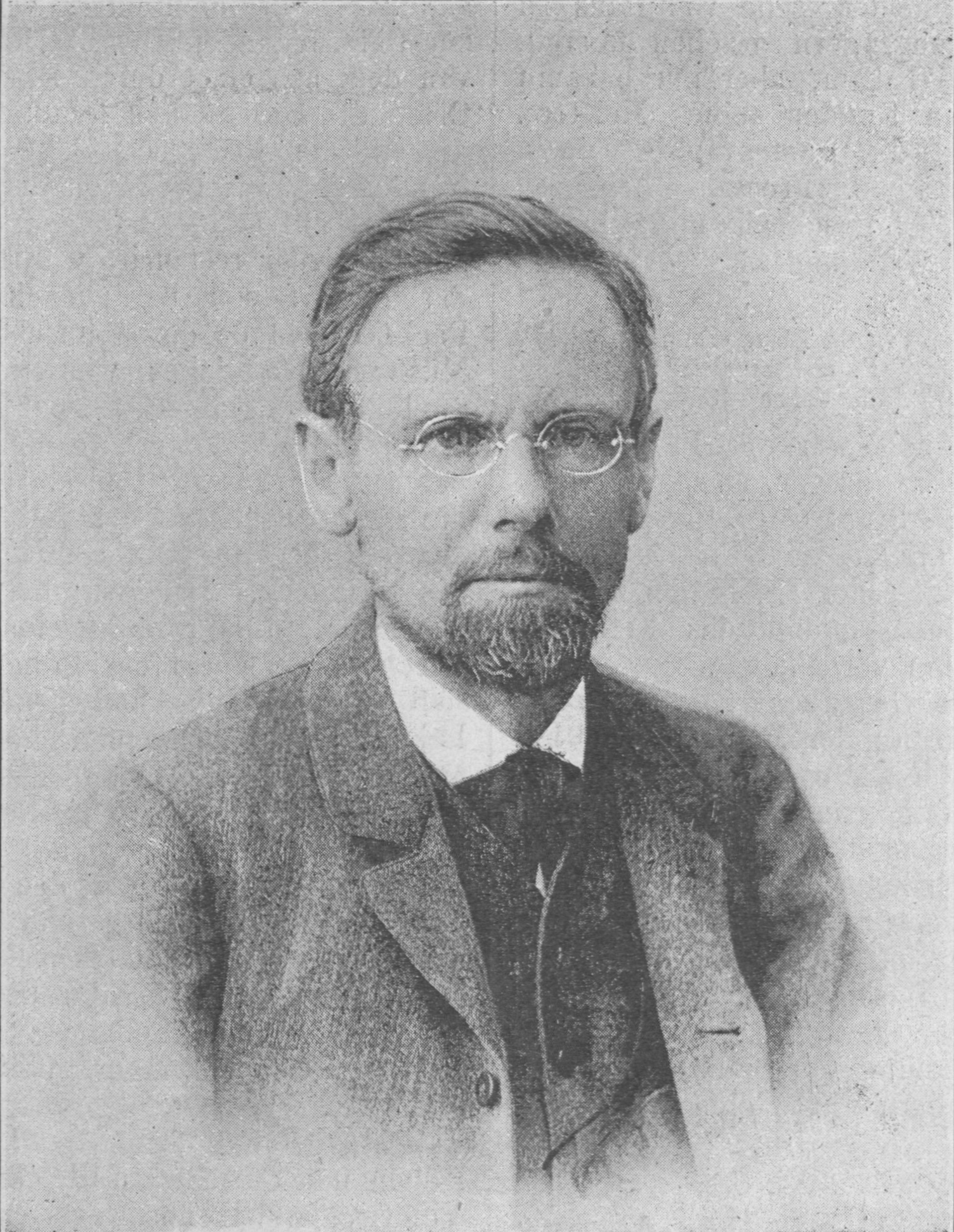
Peter Rosegger im Jahr 1893

Die Dorfschöne ist eine Erzählung des österreichischen Schriftstellers Peter Rosegger, die im April und Mai 1882 in der Berliner Monatsschrift Deutsche Revue erschien.

## Inhalt
Die Handlung läuft vom Herbst 1876 bis zum Juli 1878 in der Steiermark; genauer im Umkreis von Lahndorf. Die Dorfschöne ist die 1860 dort geborene Kunigunde Pachner, Kundl gerufen. Nachdem Kundl die Mutter früh verloren hatte, konnte ihr Vater Zenz, ein Essemeister in Rantenbach, den Höllerbauer in Lahndorf als Ziehvater des Kindes gewinnen. Fortan bleibt Lahndorf der Wohnort Kundls. Die Schöne arbeitet – mit Unterbrechungen – als Magd im Kuhstall des Höllerbauers.
Im Oktober 1877 stiehlt ihr das kleinwüchsige Schleider-Micherle auf dem Markte zu Marein das Sacktüchel mit der Barschaft darinnen. Das Micherle bewohnt mit seinen Eltern in Lahndorf ein Häuschen. Wochen später spricht das Micherle im Kuhstall vor und macht der Magd einen Heiratsantrag. Zwar ist der junge Mann ein Zwerg, doch die normalwüchsige Kundl ist trotzdem nicht abgeneigt. Aber da sind die mitgebrachten Äpfel und Birnen. Kundl erkennt ihr Sacktüchel, in dem der „Bräutigam“ das schmackhafte Obst in den Kuhstall getragen hat. Kundl fordert ihr Geld zurück. Das Micherle kann nicht zahlen und schenkt der Angebeteten später Plunder. Am 12. Januar 1878 schreitet der Höllenbauer ein; betritt seinen Kuhstall und verbittet sich das ständige Herumschäkern seines Ziehkindes mit dem Mannsbild.
Kundl ergreift mitten im Winter die Flucht. Kein Lahndorfer kennt Kundls Aufenthaltsort. Das Micherle sucht, als Hausierer kostümiert, nach der Braut. Vergeblich. Doch Kundls Vater, der Zenz, findet die Tochter als Kellnerin in einer Straßenschenke. Die „Kellnerin“ zieht weiter. Am 3. März 1878 wird dem Gemeindeamt Lahndorf ein anonymer Brief zugestellt. Darin wird Graz als Kundls Aufenthaltsort mitgeteilt. Die Briefschreiberin Kundl war aber nicht nach Graz, sondern von Lahndorf aus gesehen, in die entgegengesetzte Richtung geflohen. Diesmal ist das hartnäckige Micherle erfolgreicher mit seiner Suche als beim ersten Mal; stöbert die „Braut“ in der verlassenen Hütte eines Köhlers auf.
Das junge Paar will heiraten. Der Pfarrer von Frauenberg spielt wegen gewisser Formalien, beizubringende Papiere betreffend, nicht mit. Schweren Herzens wenden sich beide Heiratswillige an den Lahndorfer Pfarrer. Der bringt augenzwinkernd Verständnis für den Heiratswillen des in Sünde lebenden Paares auf.
Wetterwendisch, wie Frauen sind, will Kundl auf einmal keinen Hausierer zum Manne. Sie will einen, der immer zu Hause ist. Dann kommt die Musterung des Bräutigams dazwischen. Die Militärs wollen ihn trotz seiner Körpergröße nehmen; meinen: „Er ist zwar nicht groß... Aber ein fester Knirpel.“ Zu ihrem Leidwesen muss die Kommission von der Gestellung Abstand nehmen, denn als einziges Kind soll sich der junge Mann um die Wirtschaft seiner gebrechlichen Eltern kümmern. Der Ehe steht nichts mehr im Wege. An einem schönen Tag im Mai 1878 heiratet das junge Paar um 11.20 Uhr. Nach der Hochzeitsfeier daheim legen die Neuvermählten alle zusammengeborgten Utensilien ab. Da zeigt die Frau dem Ehemanne jenes Sacktüchel mit dem Verweis: „… jetzt hebt die Strafzeit an.“ So geschieht es auch. Am Pfingstsamstag beteiligt sich das Ehepaar an der Lahndorfer Prozession nach Maria-Zell. Den Berg hinauf muss das Micherle seine Kundl streckweise tragen. Der Rückweg führt über den Seeberg, das erzherzogliche Schloss Brandhof, den Ort Wegscheid und Kapfenberg nach Lahndorf.
Am 13. Juli 1878 brennt der Wald des Adlerwirts. Das Micherle, das eine finanzielle Schuld beim Waldbesitzer begleichen möchte, stürzt sich, von den Einheimischen gewarnt, in die Flammen und kommt darin um.

## Ausgaben
- Die Dorfschöne. Eine Erzählung von P. K. Rosegger. In: Deutsche Revue. Band 7,2. Otto Janke, Berlin 1882, S. 38–55, 184–206 (archive.org).
- Die Dorfschöne. In: Peter Rosegger: Das Buch der Novellen. Dritter Band, L. Staackmann. Leipzig 1916, S. 5–65.